# 蔡澤林
蔡 澤林（さい たくりん、カイ ゼリン、簡体字：蔡泽林、繁体字：蔡澤林、ピン音：Cài Zélín、1991年4月11日 - ）は、競歩を専門とする中華人民共和国の陸上競技選手。雲南省曲靖市会沢県出身。
2012年のロンドンオリンピックでは20km競歩に出場、4位に入賞した。当時は沙應正から指導を受けていたが、沙が退職したため、達米拉諾の指導を仰ぐことになった。リオデジャネイロオリンピックでも20km競歩に出場、同じ中国代表の王鎮に次いで銀メダルを獲得した。東京オリンピックでも20km競歩に出場、26位で競技を終えた。